# Erskine Caldwell

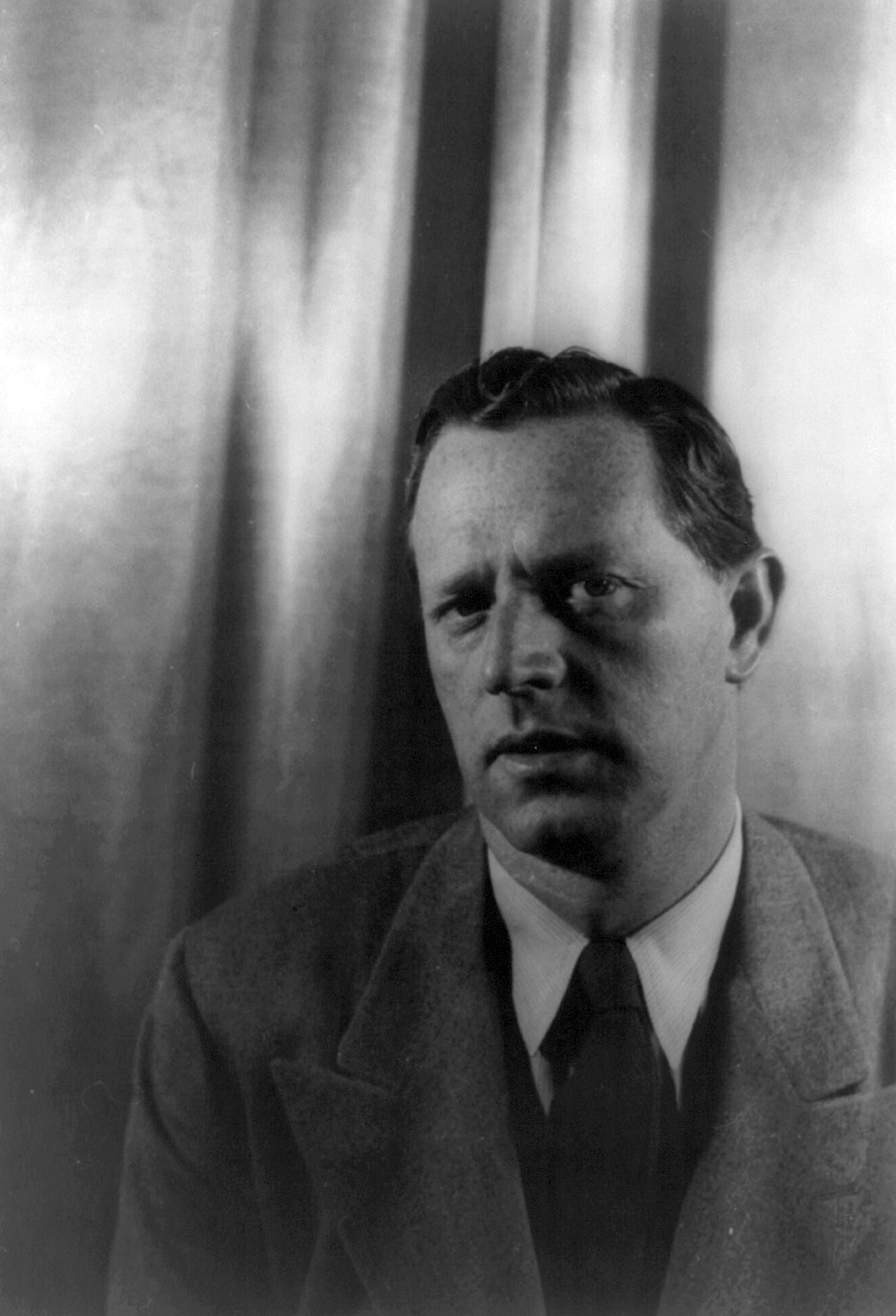
Erskine Caldwell 1938, Foto von Carl van Vechten

Erskine Preston Caldwell (* 17. Dezember 1903 bei Moreland, Georgia; † 11. April 1987 in Paradise Valley, Arizona) war ein amerikanischer Schriftsteller.
Als literarisch bedeutsam gilt insbesondere Caldwells Frühwerk. Hohe Auflagen erzielte Gottes kleiner Acker (God's little Acre) und Die Tabakstraße (Tobacco Road). Letztgenannter Roman handelt in grotesk-tragischer Weise vom Leben einer völlig verarmten Pächterfamilie im US-amerikanischen Bundesstaat Georgia während der schlimmsten Phase der Great Depression, der schweren Wirtschaftskrise zu Beginn der 1930er Jahre. Die Tabakstraße, dessen literarischer Wert zum Zeitpunkt seiner Erscheinung kontrovers diskutiert wurde, wird heute zu den bedeutenden Romanen des 20. Jahrhunderts gezählt. Die Modern Library nahm den Roman in die Liste der 100 wichtigsten US-amerikanischen Romane des 20. Jahrhunderts auf. Die britische Zeitung The Guardian zählte 2009 den Roman zu den 1000 Romanen, die jeder gelesen haben muss und auch Joachim Kaiser führt den Roman unter den 1000 literaturhistorisch bedeutendsten Werken auf.

## Leben
Erskine Caldwell Born war der einzige Sohn von Caroline Preston (Carrie) Bell, einer Schullehrerin, und Ira Sylvester Caldwell, einem presbyterianischem Geistlichen. Auf Grund der beruflichen Verpflichtungen des Vaters lebte die Familie während der Kindheit Caldwells in verschiedenen Regionen im Süden der Vereinigten Staaten. Erst im Sommer 1919 ließen sie sich letztendlich im US-amerikanischen Bundesstaat Georgia, in der kleinen Stadt Wrens im Jefferson County, nieder.
Caldwell besuchte nach Abschluss der Highschool zunächst das Erskine College, ein privates, christliches College in South Carolina, und dann die Universität Virginia, ohne jedoch ein Examen abzulegen. An der University of Virginia wurde er jedoch von einem seiner Professoren dazu ermutigt, sich als Schriftsteller zu versuchen. An der University of Virginia lernte er auch seine spätere Frau Helen Lannigan kennen. Sie heirateten 1925, aus der Ehe gingen drei Kinder hervor. Das Ehepaar trennte sich 1938, nach 13 Ehejahren.
Caldwell arbeitete in verschiedenen Berufen wie Knecht, Zeitungskorrespondent, Bau- und Bühnenarbeiter, Koch und Buchkritiker, bevor seine ersten Geschichten zum Druck angenommen wurden. Seine erste gedruckte Veröffentlichung erschien 1926, als er noch Student der University of Virginia war. In dem Essay sprach er bereits Themen an, die auch seine späteren Romane und Kurzgeschichten dominieren: rassistisches Unrecht, politische Demagogie, überzogene Religiosität und soziale Verwahrlosung. Erskine Caldwell war bereits als junger Mann mit der Armut im US-amerikanischen Bundesstaat Georgia konfrontiert. Sein Vater Ira Sylvester Caldwell war presbyterianischer Pfarrer, der sich für soziale Fragen interessierte und häufig seinen Sohn mitnahm, wenn er die ärmsten Gemeindemitglieder im Umkreis der Stadt Wrens im Landkreis Jefferson County besuchte. Erskine Caldwells Anteilnahme an ihrem armseligen Lebensumständen war ebenso echt wie seine Entrüstung über die Ursachen, die zu ihren verzweifelten Lebensbedingungen führten. Caldwell verstand seine Romane und Kurzgeschichten daher auch als eine Form sozialen Protestes. Gleichzeitig weigerte er sich jedoch, die von ihm erlebte Armut zu romantisieren oder seinen Figuren allein ihretwegen bereits Würde zu verleihen.
1942 wurde er in die American Academy of Arts and Letters aufgenommen.

### Die Tabakstraße
Große Bekanntheit erlangte Caldwell insbesondere mit seinem Roman Tobacco Road (dt. Die Tabakstraße), der das harte Leben von Farmpächtern in seiner Heimat Georgia behandelt. Maxwell Perkins, einer der wichtigsten Lektoren in der amerikanischen Literaturgeschichte, betreute 1932 bei Scribner’s die Veröffentlichung des Romans. F. Scott Fitzgerald, der ebenfalls zu den von Perkins betreuten Autoren zählte, hatte zuvor Perkins auf die Kurzgeschichten Caldwells aufmerksam gemacht. Bereits 1931 hatte Scribner’s Caldwells erste bedeutende Arbeit, American Earth, veröffentlicht. Bereits in dieser Kurzgeschichtensammlung thematisierte Caldwell die verrohenden Auswirkung von Armut und schildert unter anderem auch Lynchjustiz.
Die Tabakstraße handelt in grotesk-tragischer Weise vom Leben einer völlig verarmten Pächterfamilie im US-amerikanischen Bundesstaat Georgia während der schlimmsten Phase der Great Depression, der schweren Wirtschaftskrise zu Beginn der 1930er Jahre. Die Armut der Familie ist so groß, dass ihr Leben nur noch von der Erfüllung elementarster Bedürfnisse dominiert ist: Dem Stillen ihres Hungers und ihres sexuellen Verlangens. In einer Kritik achtzig Jahre nach der Erstveröffentlichung des Romanes schrieb der Kritiker Nathaniel Rich, dass der Roman unverändert die Qualität einer Freak Show habe: als Komödie mäßig und als Tragödie völlig versagend konfrontiert er den Leser auf brutale Weise mit Verlierern der US-amerikanischen Gesellschaft, die keinerlei Würde mehr besitzen. Das unterscheidet diesen Roman von den Romanen John Steinbecks, Carson McCullers oder Eudora Welty, die gleichfalls Scheiternde darstellten, diesen Scheiternden aber immer noch eine innere Würde verleihen.
Eine von Jack Kirkland verfasste Theateradaption dieses Romanes wurde eines der am längsten laufenden Programme in der Geschichte des Broadway. In Chicago dagegen ließ der Bürgermeister der Stadt, Edward F. Kelly, 1934 Aufführungen der Bühnenfassung auf Grund der dargestellten Obszönitäten verbieten. Die Theaterproduzenten klagten erfolgreich gegen dieses Aufführungsverbot. Ähnliche Versuche eines Aufführungsverbotes gab es auch in anderen Städten. Caldwell selber verteidigte energisch sowohl die Bühnenfassung als auch seinen Roman und wurde im Rahmen dessen zu einem der wesentlichen Fürsprecher für künstlerische Freiheit. 1940 erwarben Darryl F. Zanuck und das Filmstudio Twentieth Century Fox die Filmrechte an dem Roman. Twentieth Century Fox hatte gerade erfolgreich John Steinbecks sozialkritischen Roman Früchte des Zorns verfilmt. Sowohl John Ford, der bereits bei Früchte des Zorns Regie führte, als auch der Drehbuchautor Nunnally Johnson wollten die sozialkritischen Aspekte von Caldwells Roman bewahren, sie wurden aber vom Filmstudio überstimmt und mussten für den Film ein anderes Ende wählen. In der Summe führten diese Eingriffe dazu, dass der gleichnamige Film zu einer sentimentalen Burleske wurde, die von Caldwell abgelehnt wurde.

### Gottes kleiner Acker
Auch in seinen anderen Büchern und Kurzgeschichten schrieb Caldwell vorrangig über das Leben der ärmsten weißen Bevölkerungsschicht in den amerikanischen Südstaaten. Sein erfolgreichster Roman wurde God's Little Acre (dt. Gottes kleiner Acker), das im Jahre 1933 bei Viking Press erschien. Caldwell thematisiert darin die Lebensbedingungen der Arbeiter in den Baumwollspinnereien, die vergeblich versuchen, durch Gründung von Gewerkschaften ihre Arbeitsbedingungen zu verbessern. Gottes kleiner Acker ist mit über 14 Millionen verkauften Exemplaren eines der meistverkauften Bücher aller Zeiten und wurde in mehr als vierzig Sprachen übersetzt. Zu dem Verkaufserfolg trug maßgeblich bei, dass auf den Taschenbuchausgaben, die nach dem Zweiten Weltkrieg erschienen, die Titelseiten leicht bekleidete Frauen zeigten, die suggerierten, dass Sex zum primären Thema seiner Romane zähle. Allein aus dem Verkauf seiner frühen Werke erzielte Caldwell zwischen 1945 und 1951 ein Einkommen von mehr als 200.000 USD. Ähnlich wie Tobacco Road enthält auch Gottes kleiner Acker explizit sexuelle Szenen. Im April 1933 klagte deshalb die New York Society for the Suppression of Vice sowohl Caldwell als auch Viking Press wegen der Verbreitung von Pornografie an. Mehr als sechzig Autoren, Lektoren und Literaturkritiker unterstützen Caldwell und seinen Verlag. Tatsächlich wurde die Klage von Richter Benjamin Greenspan abgewiesen. Die Entscheidung gilt immer noch als wesentlich für den Grundsatz, dass der 1. Zusatzartikel zur Verfassung der Vereinigten Staaten auch die künstlerische Meinungsfreiheit abdeckt.
In den 1930er Jahren führte Caldwell gemeinsam mit seiner Frau Helen einen Buchladen; von 1939 bis 1942 war er mit der Fotografin Margaret Bourke-White verheiratet, mit der er 1937 den dokumentarischen Fotoband You Have Seen Their Faces herausgegeben hatte. Dieser Bildband dokumentiert in ähnlicher Weise wie Let Us Now Praise Famous Men das harte Leben verarmter Südstaatler. Nach der Trennung von Margaret Bourke-White heiratete Caldwell June Johnson, die nur halb so alt war wie er und die zum Zeitpunkt der Eheschließung noch studierte. Die Ehe hielt über zwölf Jahre. Aus ihr ging ein Sohn hervor. Nach seiner Scheidung von June heiratete Caldwell Virginia Fletcher. Die Ehe hatte bis zu seinem Tod Bestand.
Caldwell schrieb insgesamt 25 Romane, etwa 150 Kurzgeschichten sowie zwölf dokumentarische Sachbücher. Die meisten seiner Werke wurden auch ins Deutsche übersetzt, und die bekanntesten Titel erlebten mehrere Auflagen. In den 1930er Jahren war er der wohl erfolgreichste anspruchsvolle Schriftsteller der USA und wurde damals in einem Atemzug mit William Faulkner und Ernest Hemingway genannt. Caldwell zählt heute zu den weniger bekannten Autoren. Wayne Mixon führt dies in seinem Artikel für die New Georgia Encyclopedia darauf zurück, dass die aggressive, die freizügige Schilderung sexueller Handlung betonende Vermarktung von Caldwells frühen Werken seinen Ruf als ernsthafter Autor schädigte und dazu führte, dass eine literaturwissenschaftliche Auseinandersetzung mit seinen Arbeiten daraufhin ausblieb.

## Werke

### Kurzgeschichten (Sammlungen)
- American Earth, 1931
- We Are the Living, 1933
- Kneel to the Rising Sun and Other Stories, 1935
- Saturday Afternoon, 1936
- Southways, 1938
- The Courting of Susie Brown, 1952
- Gulf Coast Stories, 1956
- Certain Women, 1957 (dt. Gewisse Frauen, 1958)
- When You Think of Me, 1959
- Men and Women, 1961 (dt. Mann und Frau. Ausgewählte Erzählungen, 1967)

weitere deutschsprachige Kurzgeschichten-Sammlungen:
- Onkel Henrys Liebesnest. Erzählungen, 1973
- Beechum, der Candy-Man. Ausgewählte Erzählungen, 1973
- Wo die Mädchen anders waren. Ausgewählte Erzählungen, 1984

### Romane
- The Bastard, 1929
- Poor Fool, 1930
- Tobacco Road, 1932 (dt. Die Tabakstrasse, 1948; später auch Die Tabakstraße und Tobacco road)
- God's Little Acre, 1933 (dt. Gottes kleiner Acker, 1948)
- Journeyman, 1935 (dt. Der Wanderprediger, 1954)
- The Sacrilege of Alan Kent, 1936
- Trouble in July, 1940 (dt. Ein heisser Tag, 1950; später auch Ein heißer Tag)
- All Night Long, 1942
- Georgia Boy, 1943
- Tragic Ground, 1944 (dt. Sonnenstadt ohne Sterne, 1948)
- A House in the Uplands, 1946 (dt. Ein Haus im Hügelland, 1957)
- The Sure Hand of God, 1947 (dt. Gottes unfehlbare Hand, 1950; später auch In Gottes sicherer Hand)
- This Very Earth, 1948 (dt. Opossum, 1952)
- A Place Called Estherville, 1949 (dt. Estherville, 1952)
- Episode in Palmetto, 1950
- A Lamp for Nightfall, 1952 (dt. Licht in der Dämmerung, 1958)
- Love and Money, 1954
- Gretta, 1955
- Claudelle Inglish, 1958 (dt. Claudelle Inglish, 1959)
- Jenny by Nature, 1961 (dt. Jenny, wie sie ist, 1961)
- Close to Home, 1962 (dt. ...und schwarz für die Nacht, 1963)
- The Last Night of Summer, 1963 (dt. Die letzte Sommernacht, 1967)
- Miss Mamma Aimée, 1967 (dt. Geschichte der lebenslustigen Witwe Mangrum, 1968)
- Summertime Island, 1968 (dt. Mississippi-Insel, 1971)
- The Weather Shelter, 1969
- The Earnshaw Neighborhood, 1971
- Annette, 1973

### Essays und andere Prosa
- Tenant Farmers, 1935
- Some American People, 1935
- Moscow Under Fire, 1942 (Kriegsberichterstattung für CBS Radio)
- All-Out on the Road to Smolensk, 1942 (Kriegsberichterstattung für CBS Radio)
- Around About America, 1964 (Illustriert von Virginia Caldwell)
- Writing in America, 1967
- Afternoons in Mid America, 1976 (Illustriert von Virginia Caldwell)

### Texte für Bildbände mit Margaret Bourke-White
- You Have Seen Their Faces, 1937
- North of the Danube, 1939
- Say! Is This the USA, 1941
- Russia at War, 1942

### Autobiographien
- Call It Experience: The Years of Learning How to Write, 1951
- In Search of Bisco, 1965
- Deep South, 1968
- With All My Might, 1987

### Kinderbücher
- Molly Cottontail, 1958 (dt. Molly Baumwollschwänzchen, 1968)
- The Deer at Our House, 1966 (dt. Unser Gast, das kleine Reh, 1971)

## Filmographie
- 1941 – Tabakstraße (Tobacco Road), Regie: John Ford
- 1958 – Gottes kleiner Acker (God's Little Acre), Regie: Anthony Mann
- 1961 – Claudelle und ihre Liebhaber (Claudelle Inglish), Regie: Gordon Douglas
- 1983 – Le Bâtard (nach The Bastard), Regie: Bertrand van Effenterre
- 2004 – Certain Woman (nach einer Kurzgeschichte), Regie: Bobby Abate, Peggy Ahwesh
- 2004 – The Sure Hand of God (nach einer Kurzgeschichte), Regie: Michael Kolko